# Còmics de Hong Kong
Els còmics de Hong Kong són els manhua produïts a Hong Kong.

## Història
L'antecedent xinés del manhua és el lianhuantu, també conegut com Gongzai shu, que es tractava de populars narracions apaisades. Les botiguetes de lloguer van ser habituals a Hong Kong fins i tot durant els períodes d'ocupació japonesa als anys quaranta. Tot i que el major centre de producció era Shanghai, les obres del continent es distribuïen a Hong Kong. No seria fins a la dècada dels 1970 que el format perd popularitat en tractar-se d'un producte poc sofisticat.
Quan Sun Yat-Sen va establir la República de la Xina el 1911, el Guomindang va utilitzar publicacions fetes a Hong Kong per a fer circular propaganda anti-Qing. Alhora, molts còmics publicats a Shanghai i Guangdong van distribuir-se a Hong Kong. En l'etapa anterior a la Segona Guerra Mundial, la majoria de còmics, de caràcter humorístic, es publicaven a diaris i publicacions no especialitzades.
Alguns dels manhua que reflectien les primeres lluites dels períodes polítics i bèl·lics de transició van ser The True Record i Renjian Pictorial, però es considera que la primera publicació de còmics de la ciutat fon Manhua Zhoukan, suplement del Gongshang Ribao, aparegut el 1934. Quan els japonesos van ocupar Hong Kong el 1941, cessen les publicacions de còmics. Amb la derrota dels japonesos el 1945, es va produir un caos polític entre els nacionalistes i comunistes xinesos, que competien també a dins de la ciutat baix control britànic. Un dels exemples de manhua crítics, This is a Cartoon Era, del Renjian Huahui, s'inspirà en el context polític de l'època.
És a partir de la fi del conflicte que el manhua es converteix en un producte d'entreteniment i de consum de masses, ja que fins a la data havia funcionat majoritàriament com a canal de propaganda política. Tanmateix, els autors de còmics continuaran inspirant-se en temes polítics i d'actualitat en les seues històries. Tant el bàndol comunista com l'anticomunista havien publicat còmics polítics com ara les creacions Ar-Chung Yen E-king. Abans de la dècada de 1980, molts diaris incloïen tires de còmics, ja que hi havia una gran competència entre els diferents diaris, fet que va comportar una gran demanda d'artistes.
Les turbulències a la Xina van continuar fins als anys cinquanta i seixanta, i l'auge de la immigració de la Xina continental va convertir Hong Kong en el principal mercat per al manhua, especialment entre la generació boomer. Als primers anys de la República Popular, les publicacions de Guangzhou encara eren molt populars, i va ser per eixa via que arriben les primeres influències d'estils com el de les publicacions americanes. Però a partir dels anys cinquanta, el mercat de manhua de Hong Kong se separa del de la Xina continental, entre altres coses per la seua condició de capital cultural dels territoris sinoparlants. El 1956 apareix la revista manhua per a públic no-infantil més influent del moment, Manhua shijie, que mostrava un estil més occidental i serviria per a impulsar la indústria local. A la revista comencen a publicar autors com Hui Guan-man, que seria el creador de la sèrie més famosa de la dècada dels seixanta, Cai Shu.
Manhua shijie seria la primera publicació centrada en el còmic apareguda a Hong Kong en dècades. Prompte apareixerien imitadors, i el mercat s'inunda de publicacions humorístiques amb paper de baixa qualitat i preu reduit.
La disponibilitat de còmics japonesos i edicions taiwaneses va desafiar la producció de la ciutat, ja que es distribuïen a preus molt baixos. També aparegueren manhua com Old Master Q o Sapsaam Dim, que esdevingueren referents de indústria local.
L'arribada de la televisió a partir del 1966 va ser un punt d'inflexió, amb moltes sèries imitant o copiant temàtiques dels programes de la tele, alhora que comença un declivi de les publicacions en paper. A la dècada del 1970, les pel·lícules de Bruce Lee van dominar el mercat i la seua popularitat va provocar una nova onada de manhua inspirat en les arts marcials de la Xina. Entre els títols de l'època hi ha Xiao Liumang, inspirat també en el clima social violent de la ciutat, amb la violència de les tríades en el màxim apogeu. La violència explícita va ajudar a vendre més còmics, però el govern de Hong Kong també va vincular el clima violent de la ciutat amb la lectura de Gongzai shu, i el 1975 publica una Llei de publicacions indecents que enforteix la censura. La campanya també afectà negativament a la percepció social que llegir còmics tenia a la ciutat. La llei seria modificada el 1995, i la reforma tindrà molta influència en la indústria. Els materials també floririen a la dècada del 1990 amb treballs com McMug i dibuixants famosos com Wong Yuk-Long. Wong fundaria l'editorial Yuk-long Picture Book Company, que va eixir a bolsa el 1986. Les traduccions de manga japonés en llengua xinesa són també molt populars.
Sun Zi's Tactics de Lee Chi Ching va guanyar el primer premi internacional de manga el 2007 i Feel 100% de Lau Wan Kit va guanyar el segon premi internacional de manga el 2008, fet que també animà a les autoritats locals a intentar desenvolupar la indústria local. Per la crisi del còmic a la ciutat, alguns dels artistes s'han diversificat cap al camp de l'animació. Tot i això, molts dels còmics de producció local es publiquen setmanalment i han publicat durant molts anys i continuen apareixent noves edicions.